# Axylia belophora
Axylia belophora är en fjärilsart som beskrevs av Fletcher 1961. Axylia belophora ingår i släktet Axylia och familjen nattflyn. Inga underarter finns listade i Catalogue of Life.